# جورج أوبراين (رسام)
جورج أوبراين (بالإنجليزية: George O'Brien)‏ هو رسام نيوزيلندي، ولد في 1821، وتوفي في 1888.